# 佐藤康弘
佐藤 康弘（さとう やすひろ、1967年7月25日 - ）は、日本の野球選手（投手）、野球指導者。

## 経歴
中学生時代まで栃木県で過ごしていたが、都内の強豪校で野球をしたいと考えて創価高校に進学した。しかし硬式球を使った練習で左ひざを痛め、2年生になるまで練習ができなかったという。玉川上水沿いで走り込むなど練習を重ね、背番号1のエースとして臨んだ1985年夏の西東京大会では準々決勝に進出するが、法政一高に敗退した。
1986年、創価大学に進学し野球部に入部した。東京新大学リーグでは流通経済大の後塵を拝し、在学中8季連続2位にとどまる。しかし猛練習を積み、2年生の1987年秋季リーグではノーヒットノーランを達成している。
大学卒業後はプリンスホテルに進み、1年目の1990年の都市対抗ではエースとして日本通運、本田技研鈴鹿から2勝を挙げて準々決勝に進出。大阪ガスに敗退するものの優秀選手として表彰された。翌1991年の都市対抗にも出場した。椎間板ヘルニアに苦しむも、1992年にはバルセロナオリンピック野球日本代表に選ばれ、銅メダル獲得に貢献した。予選リーグの対キューバ戦ではオマール・リナレスに本塁打を浴びるなど4失点したが、対アメリカ戦では1回1/3を無失点に抑えている。同年の社会人野球日本選手権でも武藤潤一郎、前田勝宏、山下和輝らのメンバーで進んだ準々決勝でNTT信越を抑えたが、決勝で東芝に敗れ準優勝にとどまる。
1996年に現役を引退し、以降は母校の創価大学でコーチを務めると八木智哉、小川泰弘、石川柊太、田中正義らを指導した。2022年秋には監督に就任した。